# 河原洋子
河原 洋子（かわはら ようこ、1939年（昭和14年） - ）は、日本の声楽家（ソプラノ）。日本人で初めてバイロイト祝祭劇場と契約した声楽家である。

## 経歴
最初にボン市立劇場と契約。その後ハンブルク州立歌劇場と契約。
1972年（昭和47年）バイロイト祝祭劇場と契約。当時、日本人がワーグナー楽劇の聖地バイロイト祝祭劇場のステージに立つことなどは考え難かった時代であり、大きな驚きをもって受け止められた。1979年度（昭和49年度）第7回ウィンナーワルド・オペラ賞の大賞を受賞した。
日本でも、オペラやコンサートで活躍している。

## 主な出演歴
- 1970年（昭和45年）二期会・藤原歌劇団 ベートーヴェン『フィデリオ』マルツェリーネ[3]
- 1972年（昭和47年） - 1975年（昭和50年）バイロイト祝祭劇場 ワーグナー楽劇『神々の黄昏』ラインの娘[4]
- 1974年（昭和49年）二期会 グルック『オルフェーオとエウリディーチェ』オイリディケ[3]
- 1974年（昭和49年）12月22日 ベートーヴェン『第九』NHK交響楽団 指揮：スイトナー、ソプラノ：河原洋子、アルト：伊原直子、テノール：田口興輔、バス：岡村喬生、合唱：国立音楽大学
- 1976年（昭和51年） バイロイト祝祭劇場 ワーグナー楽劇『ラインの黄金』ヴォークリンデ[5]
- 1976年（昭和51年） バイロイト祝祭劇場 ワーグナー楽劇『ジークフリート』森の小鳥[5]
- 1979年（昭和54年）二期会 モーツアルト『魔笛』パミーナ[3]
- 1981年（昭和56年）二期会 ベートーヴェン『フィデリオ』マルツェリーネ[3]
- 1983年（昭和58年）日生劇場 モーツアルト『ドン・ジョヴァンニ』ドンナ・アンナ[3]
- 1984年（昭和59年）ハンブルク国立歌劇場（来日公演）リヒャルト・シュトラウス『影のない女』神殿の番人[3]
- 1984年（昭和59年）ハンブルク国立歌劇場（来日公演）モーツアルト『魔笛』3人の侍女1[3]
- 1986年（昭和61年）日生劇場 ウェーバー『魔弾の射手』アガーテ[3]
- 1987年（昭和62年）フェリス女学院大学 ヘンデル『メサイア』ソプラノソロ 指揮:奥田耕天、テノール:蔵田雅之、バス:多田羅迪夫、読売日本交響楽団 サントリーホール[6]
- 1987年（昭和62年）KAY合唱団事務局創立40周年記念第76回定期演奏会 ヘンデル『メサイア』ソプラノソロ 指揮:奥田耕天、アルト:荒道子、テノール:蔵田雅之、バス:多田羅迪夫、オルガン:草間美也子、チェンバロ:熊谷三香子、東京室内管弦楽団 サントリーホール[7]

## 主な受賞歴
- 1965年（昭和40年）第34回日本音楽コンクール第3位[8]
- 1979年度（昭和49年度）第7回ウィンナーワルド・オペラ賞大賞（のちのジロー・オペラ賞）

## 主なディスコグラフィー
- CD8枚組 交響曲第9番『合唱』（8つの演奏）サヴァリッシュ、マタチッチ、スイトナー、ライトナー、シュタイン、ビエロフラーヴェク 、NHK交響楽団（8XRCD）1973年 - 1979年 日本伝統文化振興財団
- CD2枚組  1976年（昭和51年） 7月24日ライブ バイロイト祝祭劇場 ワーグナー楽劇『ラインの黄金』ピエール・ブーレーズ 指揮 バイロイト祝祭o.＆cho. 河原洋子：ヴォークリンデ[5]
- CD2枚組  1976年（昭和51年） 7月27日ライブ バイロイト祝祭劇場 ワーグナー楽劇『ジークフリート』ピエール・ブーレーズ指揮 バイロイト祝祭o.＆cho. 河原洋子：森の小鳥[5]

## 掲載記事
国立国会図書館デジタルコレクションによる。
- 音楽の友.30(10)(音楽之友社、1972-10)海外インタビュー バイロイトの二人の日本人--河原洋子と飯守泰次郎/乃村和子
- 音楽の友.32(1)(音楽之友社、1974-01)口絵 平井康三郎・岩渕弦楽四重奏団・倉田澄子・原田知篤・田近完・河原洋子・伊原直子・浦川宜也・≪修道女アンジェリカ≫録音風景
- 音楽の友.32(3)(音楽之友社、1974-03)カラー口絵 ≪オルフォイス≫河原洋子と伊原直子を迎えて
- 音楽の友.32(4)(音楽之友社、1974-04)連載 日本の音楽家訪問 河原洋子/長谷川武久
- 音楽の友.42(7)(音楽之友社、1984-07)〔インタヴュー〕河原洋子